# Kinect Adventures
Kinect Adventures! este un joc video sport lansat de Microsoft Game Studios pentru Xbox 360. Lansat în 2010, este o colecție de cinci minigame de aventură și sport și a fost dezvoltat de Good Science Studio, o filială a Microsoft Game Studios.